# Analizator gazowy

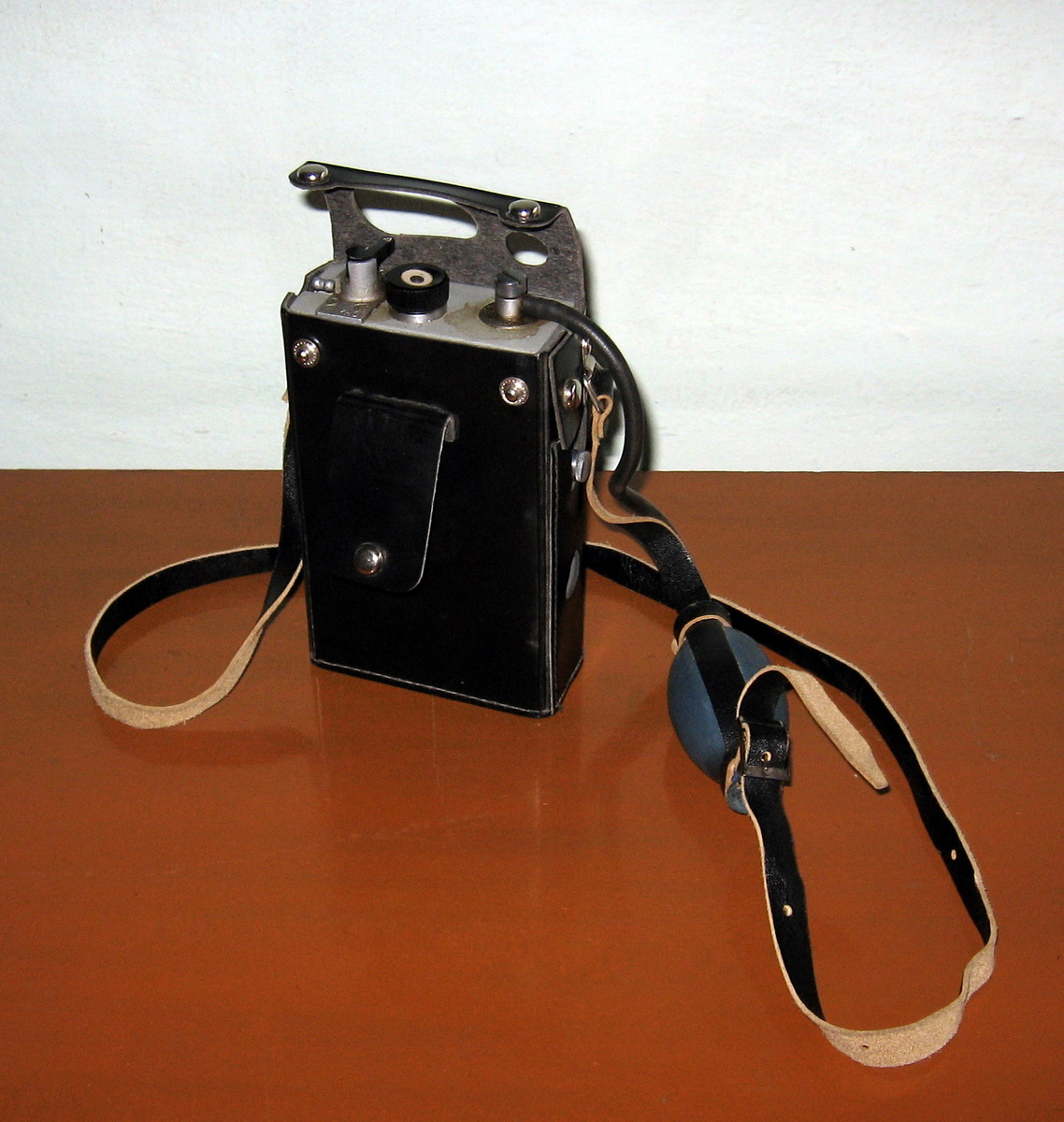
Górniczy analizator gazowy.

Analizator gazowy – aparat analityczny i przemysłowy używany do określania stężenia niektórych (m.in. SO2, NOX, CO, CO2, para wodna, HCl, O2) gazowych związków chemicznych i pierwiastków w mieszaninach gazowych.
Do wykonania analizy wykorzystuje się efekt pochłaniania promieniowania podczerwonego przez badane związki (taki analizator działa jak fotometr podczerwieni) lub, jak w przypadku tlenu, własności paramagnetyczne, co pozwala w polu magnetycznym na wytworzenie różnicy ciśnień pomiędzy dwiema mieszaninami gazowymi o różnym stężeniu danego składnika – powoduje to przepływ przetwarzany na sygnał elektryczny.